# InterContinental Chicago Magnificent Mile
L'InterContinental Chicago Magnificent Mile (anciennement Medinah Athletic Club) est un gratte-ciel de la ville de Chicago, dans l'État de l'Illinois aux États-Unis. Il est situé au 505 Michigan Avenue, le long du Magnificent Mile dans le quartier historique de Michigan–Wacker Historic District.
Le bâtiment a été conçu par l'architecte Walter W. Ahlschlager dans le style néo-mauresque et abrite un hôtel de luxe du groupe Strategic Hotels & Resorts. La Tribune Tower, gratte-ciel de style néogothique et ancien siège du Chicago Tribune, se trouve juste au sud de l'édifice. Le Wrigley Building, un bâtiment en terre cuite blanche vernissée mêlant styles Renouveau colonial espagnol et Renaissance française, se trouve non loin de là au sud.
L'hôtel occupe actuellement deux bâtiments à plusieurs étages. La tour historique (tour sud) est un bâtiment de 144 mètres (471 pieds) et de 42 étages qui a été achevé en 1929 à l'origine comme siège du Medinah Athletic Club. La nouvelle tour (tour nord) est une extension de 90 mètres de haut (295 pieds) et de 26 étages, achevée en 1961.
Depuis 2011, l'InterContinental Chicago Magnificent Mile est inscrit sur la liste des Historic Hotels of America, une branche de la National Trust for Historic Preservation, lui conférant ainsi une protection légale au titre des monuments historiques.

## Description
Construit en deux étapes (la tour sud fut achevée en 1929 et la tour nord en 1961), l'architecture néo-mauresque de l'InterContinental Chicago Magnificent Mile en fait un symbole de la ville de Chicago. Le bâtiment se trouve au cœur du prestigieux Magnificent Mile (une section de l'artère commerçante de Michigan Avenue) et offre un accès aisé aux restaurants, aux boutiques haut de gamme et à plusieurs attractions touristiques dont la jetée Navy ou encore la promenade fluviale du Chicago Riverwalk sur la rivière Chicago. L'hôtel dispose de 792 chambres au design moderne et comprend environ 4 180 m2 d'espaces pour les conférences et les banquets.
Il dispose de plusieurs restaurants renommés et d'une piscine intérieure bordée de gradins. Chaque chambre de l'InterContinental Chicago Magnificent Mile dispose d'une télévision à écran plat LCD avec chaînes câblées premium. Certaines chambres comprennent également une salle de bains en marbre italien, une literie de luxe haut de gamme et des décorations raffinées dont des tableaux peints par des artistes confirmés.
En avril 2005, le gestionnaire immobilier d'hôtels de luxe Strategic Hotels & Resorts a acquis 85 % des biens hôteliers de Chicago et Miami appartenant au groupe InterContinental Hotels Group. Plusieurs mois plus tard, Strategic Hotel Capital, Inc. a proposé une nouvelle tour nord de 259 mètres (850 pieds) et 55 étages. Conçue par l'agence Lucien Lagrange Architects, la nouvelle tour aurait fait deux fois la hauteur de la tour sud actuelle de 42 étages, et aurait remplacé la tour nord de 28 étages construite en 1961 pour le groupe Sheraton Hotels & Resorts. La nouvelle tour nord devait abriter de nouveaux condominiums ainsi qu'une extension de l'hôtel. Il n'a jamais été construit en raison de la crise économique de 2008.

## Environnement
Situé en bordure du Magnificent Mile (la portion la plus prestigieuse de Michigan Avenue) et à un pâté de maisons au nord de la rivière Chicago et de sa promenade, le quartier de Michigan–Wacker Historic District dans lequel se trouve l'immeuble, abrite des restaurants, des hôtels, des commerces de luxe et plusieurs des plus hauts immeubles du monde. 
Parmi les bâtiments emblématiques se trouvant à proximité de l'InterContinental Chicago, on peut citer le Wrigley Building, la Tribune Tower, le pont de Michigan Avenue, le London Guarantee Building, le 333 North Michigan, la Trump International Hotel and Tower, la Water Tower, la Pumping Station et le 875 North Michigan Avenue (anciennement John Hancock Center). Beaucoup d'entre eux sont protégés au titre des monuments historiques et sont inscrits sur la liste des Chicago Landmarks (CL) et sur le Registre national des lieux historiques (National Register of Historic Places ; NRHP).

## Architecture

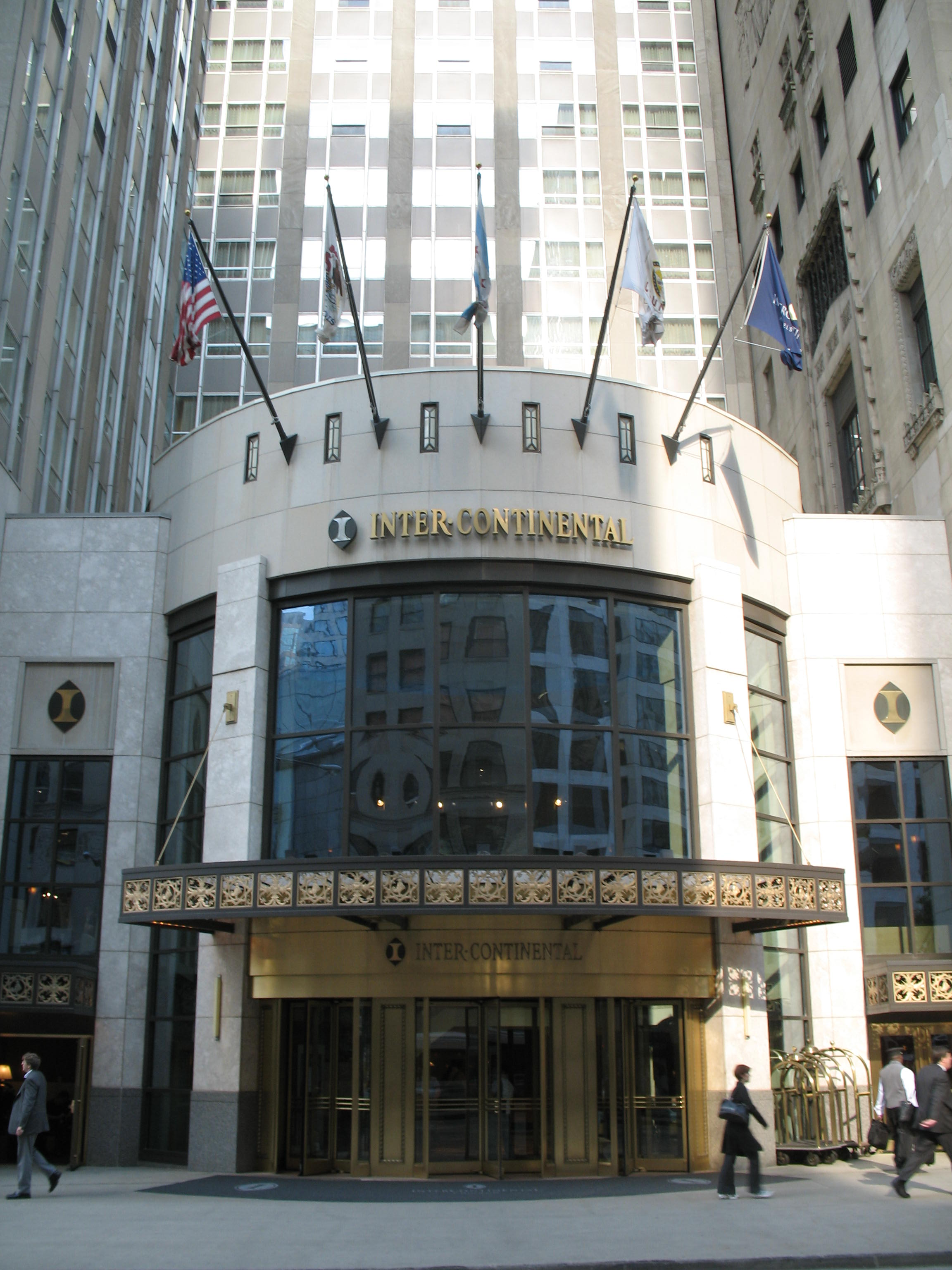
Entrée du bâtiment.

Occupant une place de choix au cœur du quartier historique de Michigan–Wacker Historic District, l'InterContinental Chicago Magnificent Mile est protégé au titre des Historic Hotels of America depuis 2011. Bien que ce bâtiment soit aujourd'hui l'un des hôtels les plus emblématiques de Chicago, il était autrefois connu sous le nom de « Medinah Athletic Club ». En effet, il a été conçu à l'origine par l'organisation Shriners afin de servir de lieu de rassemblement aux 3 500 membres du club.
Pour concevoir ce gratte-ciel de 42 étages, le groupe engagea le célèbre architecte Walter W. Ahlschlager. Ce dernier dirigea la conception du bâtiment et opta pour un style éclectique mêlant différentes formes et styles architecturaux. Par exemple, la grande salle de bal, de forme elliptique, contient une myriade d'esthétiques égyptiennes et grecques, ainsi qu'un lustre de cristal Baccarat d'une valeur de 15 407 dollars suspendu au centre de la salle. Au huitième étage, une façade en calcaire provenant d'une carrière de l'Indiana fut décorée de trois grandes sculptures en relief qui s'inspirèrent d'anciens motifs assyriens.
Le dôme doré exotique du bâtiment, d'influence mauresque, fut développé dans le cadre d'un port d'amarrage décoratif pour les dirigeables. Ahlschlager dota également l'édifice d'une piscine ornée de taille olympique qui contint une riche architecture d'inspiration méditerranéenne. En effet, les caractéristiques les plus emblématiques de la piscine sont les carreaux de faïence espagnole bleue et la fontaine en terre cuite rose vernissée qui représente le dieu Neptune (le « dieu des eaux vives et des sources »), dans la mythologie romaine.